# Херардо Луго Гомес
Херардо Луго Гомес (ісп. Gerardo Lugo Gómez, нар. 13 березня 1955) — мексиканський футболіст, що грав на позиції півзахисника за клуби «Атланте», «Крус Асуль» та «Леон», а також за національну збірну Мексики.

## Клубна кар'єра
У дорослому футболі дебютував 1974 року виступами за команду «Атланте», в якій провів чотири сезони. 
Своєю грою за цю команду привернув увагу представників тренерського штабу клубу «Крус Асуль», до складу якого приєднався 1978 року. Відразу став гравцем основного складу у новій команді та допоміг їй двічі поспіль, у 1979 і 1980 роках, ставати чемпіоном країни. Загалом відіграв за «Крус Асуль» шість сезонів.
Протягом 1984—1985 років захищав кольори клубу «Леон», після чого повернувся до рідного «Атланте», виступами за який і завершив ігрову кар'єру в сезоні 1986/87.

## Виступи за збірну
1978 року дебютував в офіційних матчах у складі національної збірної Мексики. Був учасником тогорічного чемпіонату світу в Аргентині, де виходив на заміну у двох іграх групового етапу, який мексиканці не подолали, програвши усі матчі.
Загалом протягом дворічної кар'єри у національній команді провів у її формі 8 матчів, забивши 2 голи.

## Титули і досягнення
- Чемпіон Мексики (2):

«Крус Асуль»: 1978/79, 1979/80